# 2011 JD32
2011 JD32, também escrito como 2011 JD32, é um corpo menor que está localizado no disco disperso, uma região do Sistema Solar. Este corpo celeste está em uma ressonância orbital de 4:9 com o planeta Netuno. Ele possui uma magnitude absoluta de 8,7 e tem um diâmetro estimado com cerca de 88 km.

## Descoberta
2011 JD32 foi descoberto no dia 1 de maio de 2011 pelo New Horizons KBO Search.

## Órbita
A órbita de 2011 JD32 tem uma excentricidade de 0,338 e possui um semieixo maior de 50,928 UA. O seu periélio leva o mesmo a uma distância de 33,707 UA em relação ao Sol e seu afélio a 68,148 UA.